# Klip klap
Klip klap (někdy psáno též Klip-klap) byl zábavný pořad Československé televize, který byl vysílán v letech 1987–1989 a obsahoval převážně původní české písničky a humor Karla Šípa a Jaroslava Uhlíře. Nosnou ideou byly videoklipy (odtud název) v mírně parodickém duchu, spojené svéráznými dialogy a rozhovory s hosty, ve kterých se často objevily narážky na vládnoucí režim.
Repríz se pořad dočkal v letech 2006, 2008, 2011, 2014, 2017, 2021 a 2022.

## Seznam dílů
1. Klip klap poprvé (1987) – režie Petr Obdržálek, kamera František Procházka, účinkují: Iveta Bartošová, Darinka Rolincová, Karel Gott, L. Pospíšil, skupina Poptrio, skupina Tango a další[1]
2. Kdo pozdě chodí... (1987) – režie Antonín Vomáčka, kamera František Procházka a Milan Dostál, účinkují: Peter Nagy, skupina Olympic, skupina Abraxas, Petra Janů, Jaromír Hanzlík, Dalibor Janda, Sagvan Tofi a další[2]
3. Inventura (1987) – režie Antonín Vomáčka, kamera František Procházka a Antonín Kovács, účinkují: Věra Martinová, Petra Janů, Iveta Bartošová, Heidi Janků, Vladimír Mišík, Oldřich Říha, Michal Prokop a další[3]
4. Den otevřených dveří (1987) – režie Vít Polesný, kamera František Procházka, účinkují: Ondřej Soukup, Petra Janů, Robert Bakalář, Ivan Mládek, Marcela Holanová, Arnošt Pátek a další[4]
5. Divadlo jednoho diváka (1988) – režie Rudolf Růžička, kamera František Procházka, účinkují: Lucie Bílá, skupina Stromboli, skupina Extra Band, Pavel Vítek, Ladislav Křížek, Tanja a další[5][6]
6. Laciná zábava je drahá (1988) – režie Antonín Vomáčka, kamera František Procházka a Milan Dostál, účinkují: Bára Basiková, Richard Müller, Zora Jandová, Zdeněk Merta, Michal Penk, D. Kohout a další[7]
7. Bavíme celou zeměkouli (1988) – režie Rudolf Růžička, kamera František Procházka a Antonín Kovács, účinkují: Zdeněk Svěrák, Marcel Zmožek, František Ringo Čech, Petr Salava, Ladislav Vízek, skupina Laura a její tygři, Miroslav Žbirka a Dalibor Janda[8]
8. Brigádnická hodinka (1989) – režie Karel Smyczek, kamera Antonín Kovács, účinkují: Vilém Čok, Michael Kocáb, Petr Hapka, Janek Ledecký, Věra Martinová, Marcela Holanová, skupina Žentour a další[9]
9. Optimistická komedie (1989) – režie Jaroslav Hanuš, kamera František Procházka, účinkují: Pavel Bobek, Jiří Korn, Petr Muk, skupina Olympic, skupina Turbo, skupina AG Flek, skupina Oceán a další[10]
10. Nouzové řešení (1989) – režie Antonín Kopřiva, kamera Antonín Kovács, účinkují: Lenka Filipová, Václav Neckář, Michal Prokop, Petr Kotvald, skupina Yo Yo Band a další[11]

Střihový díl
- Když jsou na to dva (1990)[12]